# Adriana Maliponte
Adriana Maliponte (Brescia, 26 dicembre 1938) è un soprano italiano.

## Biografia
Nata Adriana Macchiaioli, si trasferisce con la famiglia in Francia a 12 anni. Ha studiato prima a Mulhouse e poi a Como con Carmen Melis ed ha fatto il suo debutto sul palcoscenico al Teatro Nuovo (Milano) nel 1958. 
Nel 1960 ha vinto il Concorso Internazionale di Canto di Ginevra e divenne rapidamente una presenza regolare nel mondo dell'opera dal 1960 al 1970, facendo il suo debutto al Teatro alla Scala nel 1970 come Manon (Massenet) ed al Metropolitan Opera House di New York nel 1971 come Mimì ne La bohème con Luciano Pavarotti diretta da Fausto Cleva.
Al Grand Théâtre di Ginevra nel 1962 è Mimì ne La bohème.
Al Teatro La Fenice di Venezia nel 1964 è Sardula ne L'ultimo selvaggio di Gian Carlo Menotti con Angelo Nosotti e Zerlina in Don Giovanni (opera), nel 1966 Margherita in Faust, nel 1980 Alice Ford in Falstaff (Verdi) con Rolando Panerai e nel 1985 tiene un recital.
Nel 1966 è Violetta Valéry ne La traviata con Alfredo Kraus, Jean Kraft e Sesto Bruscantini all'Opera di Chicago.
Al Glyndebourne Festival Opera nel 1967 è Adina ne L'elisir d'amore.
A Bilbao nel 1969 canta ne Les pêcheurs de perles con Kraus e Giuseppe Taddei e nel 1980 ne La traviata con Giorgio Zancanaro.
Nel 1969 è Anaide nella Großes Haus dell'Hessisches Staatstheater di Wiesbaden di "Mosè in Egitto" con Carlo Cava. 
Ancora alla Scala sempre nel 1970 è Zdenka in Arabella (opera) con Ottavio Garaventa diretta da Wolfgang Sawallisch ed Adina ne L'elisir d'amore con Luciano Pavarotti, nel 1971 è Mimì nella prima di La bohème con Panerai ed Ivo Vinco, nel 1974 è Micaela nella prima di Carmen (opera) con Fiorenza Cossotto, Nicolai Gedda e José van Dam diretta da Georges Prêtre, nel 1976 Luisa in Luisa Miller con Pavarotti, nel 1978 Amalia nella prima di I masnadieri con Garaventa diretta da Riccardo Chailly, nel 1979 tiene un recital alla Piccola Scala, nel 1983 Liù in Turandot con Panerai con Lorin Maazel e nel 1984 Nedda nella prima di Pagliacci (opera) con Juan Pons.
Al Teatro Verdi (Trieste) nel 1971 è Marguerite in Faust con Renato Bruson, nel 1977 Luisa in Louise (opera) e nel 1990 Luisa in Luisa Miller.
Ancora al Metropolitan sempre nel 1971 è Luisa in Luisa Miller con Richard Tucker e Sherrill Milnes diretta da James Levine e Micaela in Carmen, nel 1972 è Pamina in Die Zauberflöte, Giulietta in Romeo e Giulietta (Gounod), Euridice in Orfeo ed Euridice (Gluck) con Marilyn Horne e Marguerite in Faust con Cesare Siepi, nel 1973 Violetta ne La traviata con Plácido Domingo e Robert Merrill ed Amelia in Simon Boccanegra, nel 1974 Liù in Turandot e Norina in Don Pasquale con Fernando Corena e Luigi Alva, nel 1984 Manon in Manon Lescaut e nel 1985 Alice Ford in Falstaff con Taddei, la Cossotto e Mariella Devia diretta da Levine. Complessivamente la Maliponte ha preso parte a 113 rappresentazioni al Met.
Nel 1972 è Elvira Valton nella ripresa nel Teatro Massimo Vincenzo Bellini di Catania di "I puritani" con Kraus e Piero Cappuccilli e Frasquita nella ripresa nella Salle Garnier del Théâtre du Casino di Montecarlo di "Carmen" con José van Dam.
In Arena di Verona nel 1973 è Mimì ne La bohème e nel 1975 Liù in Turandot con Domingo.
Al Royal Opera House di Londra nel 1976 è Nedda in Pagliacci con Domingo.
Al Wiener Staatsoper nel 1978 è Violetta Valéry ne La traviata, nel 1979 Mimì ne La bohème con José Carreras e Zancanaro, nel 1980 Contessa Almaviva ne Le nozze di Figaro con Lucia Popp e Walter Berry diretta da Karl Böhm e nel 1982 Giulietta ne I Capuleti e i Montecchi con Agnes Baltsa.
Al San Diego Opera nel 1980 è Giovanna in Giovanna d'Arco (opera).
Ha creato il ruolo di Sardula nella prima mondiale di Gian Carlo Menotti Le Dernier Sauvage (The Last Savage) all'Opéra di Parigi nel 1963. La Maliponte si è esibita in registrazioni d'opera tra cui il ruolo di Micaela diretta da Leonard Bernstein nel 1973 nella registrazione di Bizet di Carmen che ha vinto un Grammy Award per la migliore registrazione d'Opera nel 1974.
È stata docente di Canto presso il Conservatorio di Como.
Nel 1995 è stata insignita Commendatore dell'Ordine al merito della Repubblica italiana e nel 1998 del Premio Puccini del Festival Puccini di Torre del Lago.

## Repertorio operistico
| Ruolo               | Titolo                   | Autore      |
| ------------------- | ------------------------ | ----------- |
| Giulietta Capuleti  | I Capuleti e i Montecchi | Bellini     |
| Elvira              | I puritani               | Bellini     |
| Léïla               | Les pêcheurs de perles   | Bizet       |
| Frasquita Micaëla   | Carmen                   | Bizet       |
| Louise              | Louise                   | Charpentier |
| Adina               | L'elisir d'amore         | Donizetti   |
| Paolina             | Poliuto                  | Donizetti   |
| Norina              | Don Pasquale             | Donizetti   |
| Euridice            | Orfeo ed Euridice        | Gluck       |
| Marguerite          | Faust                    | Gounod      |
| Juliette            | Roméo et Juliette        | Gounod      |
| Nedda               | Pagliacci                | Leoncavallo |
| Manon               | Manon                    | Massenet    |
| Sardula             | Le dernier sauvage       | Menotti     |
| Contessa d'Almaviva | Le nozze di Figaro       | Mozart      |
| Zerlina             | Don Giovanni             | Mozart      |
| Pamina              | Die Zauberflöte          | Mozart      |
| Anna                | Le Villi                 | Puccini     |
| Manon Lescaut       | Manon Lescaut            | Puccini     |
| Mimì                | La bohème                | Puccini     |
| Liù                 | Turandot                 | Puccini     |
| Anaide              | Mosè in Egitto           | Rossini     |
| Zdenka              | Arabella                 | Strauss     |
| Giovanna            | Giovanna d'Arco          | Verdi       |
| Amalia              | I masnadieri             | Verdi       |
| Luisa Miller        | Luisa Miller             | Verdi       |
| Violetta Valéry     | La traviata              | Verdi       |
| Amelia Grimaldi     | Simon Boccanegra         | Verdi       |
| Mrs. Alice Ford     | Falstaff                 | Verdi       |

## Discografia parziale
- Bizet: Carmen - Leonard Bernstein/Marilyn Horne/Tom Krause/Adriana Maliponte/James McCracken/the Metropolitan Opera Orchestra & Chorus - 1973 Deutsche Grammophon - Grammy Award for Best Opera Recording 1974
- Bizet: Carmen - Georges Prêtre/Fiorenza Cossotto/José van Dam/Plácido Domingo, 1974 Opera D'oro
- Puccini: Le Villi - Anton Guadagno/Matteo Manuguerra, 1972 RCA